# 吉村龍一
吉村 龍一（よしむら りゅういち、1967年3月 - ）は、日本の小説家。元自衛官。本名は斎藤順一（さいとう じゅんいち）。筆名は、小説家の吉村昭から影響を受けたもの。

## 経歴・人物
山形県南陽市生まれ。高校卒業後の1985年4月に自衛隊に入隊し、陸上自衛隊施設科員として勤務。橋梁爆破や地雷埋設などの訓練に従事する。最終階級は三等陸曹。除隊後、近畿大学豊岡短期大学卒業。その後地元に帰郷し、小学校で技能士として子供たちと関わる仕事に携わる傍ら、さくらんぼテレビジョンが主催する「小説家（ライター）になろう講座」（池上冬樹世話役）を受講。その後、代表となる。2012年、「焔火（ほむらび）」で講談社が主催する第6回小説現代長編新人賞を受賞（同時受賞は長浦京「赤刃」）、小説家デビューを果たす。同作は、選考委員の角田光代や花村萬月から絶賛を受けた。2013年、『光る牙』が第16回大藪春彦賞で候補に選ばれる。宮沢賢治や戸川幸夫の小説を愛読する。趣味は川釣り。

## 著作
- 焔火（2012年1月 講談社）
- 光る牙（2013年3月 講談社 / 2015年3月 講談社文庫）
- 旅のおわりは（2013年5月 集英社文庫）
- オロマップ 森林保護官 樋口孝也（2014年6月 講談社）
  - 【収録作品】砕けた爪 / 溢れる森 / 土葬 / 裂傷 / オロマップ / 波打つ背
  - 隠された牙 森林保護官 樋口孝也の事件簿（2017年5月 講談社文庫）文庫化に際し改題
- 真夏のバディ（2015年5月 集英社文庫）
- 息ができない（2015年7月 徳間書店）
- 海を撃つ（2016年1月 ポプラ社 / 2018年2月 ポプラ文庫）
- 清十郎の目（2016年11月 中央公論新社）